# Masil al-Dżizl
Masil al-Dżizl (arab. مسيل الجزل) – nieistniejąca już arabska wieś, która była położona w Dystrykcie Beisan w Mandacie Palestyny. Wieś została wyludniona i zniszczona podczas I wojny izraelsko-arabskiej, po ataku Sił Obronnych Izraela w dniu 31 maja 1948 roku.

## Położenie
Masil al-Dżizl leżała we wschodniej części Doliny Bet Sze’an w pobliżu rzeki Jordan. Wieś była położona w depresji na wysokości -250 metrów p.p.m., w odległości 6 kilometrów na południowy wschód od miasta Beisan. Według danych z 1945 roku do wsi należały ziemie o powierzchni 587,3 ha. We wsi mieszkało wówczas 280 osób (w tym 180 Żydów).
| własność gruntów | powierzchnia gruntów (hektary) |
| ---------------- | ------------------------------ |
| Arabowie         | 97,6                           |
| Żydzi            | 222,2                          |
| publiczne        | 267,5                          |
| Razem            | 587,3                          |

| Rodzaj użytkowanych gruntów | Arabowie (hektary) | Żydzi (hektary) |
| --------------------------- | ------------------ | --------------- |
| uprawy nawadniane           | 25,2               | 124,9           |
| uprawy zbóż                 | 114,9              | 88,7            |
| nieużytki                   | 225,0              | 5,6             |
| zabudowane                  | 0                  | 4               |

## Historia
Wieś została założona przez członków beduińskiego klanu Arab az-Zinati. W okresie panowania Brytyjczyków Masil al-Dżizl była niewielką wsią.

Przyjęta 29 listopada 1947 roku Rezolucja Zgromadzenia Ogólnego ONZ nr 181 przyznała te tereny państwu żydowskiemu. Podczas I wojny izraelsko-arabskiej, w dniu 31 maja 1948 roku izraelscy żołnierze zajęli wieś Masil al-Dżizl. Wysiedlono wówczas wszystkich jej mieszkańców i wyburzono wszystkie domy.

## Miejsce obecnie
Teren wioski przejął pobliski kibuc Kefar Ruppin. Palestyński historyk Walid Chalidi, tak opisał pozostałości wioski Masil al-Dżizl: „Obszar został częściowo zajęty przez stawy rybne i magazyny, które należą do kibucu Kefar Ruppin”.